# Стів Престон
Стівен «Стів» Престон (англ. Steven C. «Steve» Preston; нар. 4 серпня 1960, Джейнсвіль, Вісконсин) — американський політик-республіканець, міністр житлового будівництва і міського розвитку США з 2008 по 2009 рік (був призначений президентом Джорджем Бушем і одноголосно підтверджений Сенатом 29 червня 2008).
Раніше він був директором Адміністрації малого бізнесу (2006–2008) і віце-президентом з питань стратегії ServiceMaster, Inc.

## Біографія
Стів Престон народився і виріс у Джейнсвілі, недалеко від кордону з Іллінойсом. У школі він був лідером і президентом ради класу. Престон навчався у Північно-Західному університеті, який закінчив у 1982 році зі ступенем бакалавра мистецтв у галузі політології. У 1985 році він отримав ступінь магістра у Бізнес-школі Чиказького університету.
Свою діяльність у фінансовому секторі він розпочав у 1982 році, у Першому національному банку Чикаго. Пізніше він перейшов до інвестиційного банку Lehman Brothers, де він пізніше став віце-президентом. У період з 1993 по 1997 він працював віце-президентом компанії First Data, що базується у Колорадо. З 1997 року працював у ServiceMaster, компанії, яка входить до списку Fortune Global 500 (він був першим фінансовим директором, а потім віце-президентом, відповідальним за стратегічне планування).